# Philippe Kieffer

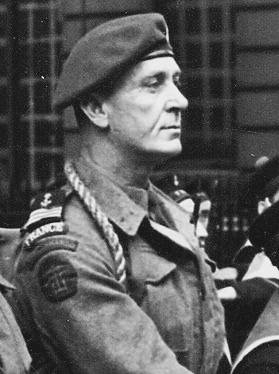
Philippe Kieffer

Philippe Kieffer (* 24. Oktober 1899 in Port-au-Prince; † 20. November 1962 in  Cormeilles-en-Parisis) war ein französischer Offizier. Bekannt wurde er als Kommandeur der einzigen regulären französischen Einheit, die als Teil der amphibischen Streitkräfte an der alliierten Landung in der Normandie teilnahm.

## Leben
Kieffer wurde als Sohn eines aus dem Elsass stammenden Mathematiklehrers und einer schottischstämmigen Geschäftsfrau auf Haiti geboren. Nach der Grundschule in Port-au-Prince wurde er in die Sekundarschule nach Jersey in eine von Jesuiten geführte Schule geschickt. Im Sommer 1916 kehrte er nach Haiti zurück. Von dort konnte er jedoch nicht nach Frankreich zum Militärdienst im Ersten Weltkrieg eingezogen werden und leistete so keinen Wehrdienst.
Er machte eine kaufmännische Ausbildung an einer privaten Fernuniversität, der La Salle Extension University in Chicago, und wurde Börsenmakler. In den dreißiger Jahren war er einer der stellvertretenden Direktoren der Nationalbank von Haiti und Sekretär der haitianischen Handelskammer.
Im März 1939 zog er nach Frankreich und wurde dort am 2. September 1939 zunächst zum französischen Heer eingezogen und einen Monat später als Matrose 2. Klasse zur Marine versetzt. Zum Korporal (Quartier-maître) befördert diente er im Stab von Admiral Jean-Marie Charles Abrial. Eine Woche nach der Evakuierung der britischen und französischen Streitkräfte bei Dünkirchen floh er von Saint-Vaast-la-Hougue aus an Bord eines Trawlers nach England.
In Portsmouth tat er Dienst an Bord des freifranzösischen Schlachtschiffs Courbet. Nach dem erfolgreichen Überfall britischer Kommandoeinheiten auf die Lofoten im Frühjahr 1941 reifte in ihm der Plan, dass auch französischen Soldaten Gelegenheiten bekommen sollten, Kommandoaktionen an der Küste des besetzten Frankreichs durchzuführen. Ein Effekt sollte die moralische Unterstützung der Widerstandsbewegung sein. Kieffer trug seine Vorschläge Vizeadmiral Émile Muselier vor, dem Kommandeur der Freien französischen Marine, der wiederum das britische Militär überzeugte. Die ersten 16 Soldaten begannen ihr Training im Januar 1942. Die rasch anwachsende Truppe erhielt nach einiger Zeit die körperlich extrem fordernde Ausbildung der britischen Kommandoeinheiten, die auch Kieffer mitmachte, der mit Anfang 40 nahezu doppelt so alt war wie seine Untergebenen. Im Laufe der Zeit entwickelte sich die neue Einheit zum 1er Bataillon de Fusilier Marins Commandos (BMFC). Mitte April 1944 wurde die Einheit in das britische No. 4 Commando integriert.
Bei der Operation Overlord ging das BMFC mit 177 Mann unter dem Befehl von Philippe Kieffer (mittlerweile im Rang eines Korvettenkapitäns) bei Colleville-sur-Orne an Land. Kieffer wurde unmittelbar nach der Landung von einem Schrapnell am Oberschenkel verletzt, kommandierte die Einheit aber weiter. Gemäß ihrem Auftrag rückten die Kommandos auf Ouistreham vor, um dort von der Landseite aus den von der Wehrmacht schwer befestigten Strandabschnitt anzugreifen. Die Deutschen hatten das dortige Casino bis auf den Keller abgerissen und die Überreste als Bunker befestigt. Um das schwere feindliche Feuer auszuschalten, dirigierte Kieffer einen amphibischen Sherman-Panzer gegen deutsche Stellungen. Dabei wurde er, auf dem Turm des Panzers stehend, erneut verwundet, diesmal am Arm. Dem BMFC gelang es schließlich, die ihm zugewiesenen Aufträge zu erfüllen. Bis zum Abend des gleichen Tages marschierte es zusammen mit dem Rest von 4 Commando bis Amfreville-les-Champs und grub sich dort ein, um den alliierten Brückenkopf vor deutschen Gegenangriffen zu schützen.
Drei Tage später, am 9. Juni, gab Kieffer die Führung der Einheit ab und wurde nach England evakuiert, wo seine Verwundungen behandelt wurden. Er kehrte am 23. Juli zurück. Das BMFC beteiligte sich bis Ende August am Ausbruch der Alliierten aus der Normandie und der Verfolgung der Wehrmacht bis Saint-Maclou. Das BMFC wurde danach nach England zurückverlegt. Am 25. August wurde Kieffers Sohn Claude, der sich der Resistance angeschlossen hatte, während der Befreiung von Paris von Deutschen gefangen genommen und erschossen.
Am 1. November landete das BMFC während der Schlacht an der Scheldemündung auf der Insel Walcheren und trug damit dazu bei, dass der Hafen von Antwerpen von den Alliierten genutzt werden konnte. Die Einheit kämpfte noch bis wenige Wochen vor Kriegsende in den Niederlanden, wo sie nächtliche Überfälle auf von der Wehrmacht besetzte Inseln verübte. Am 24. Mai nahm Kieffer zusammen mit 40 seiner Männer an einer Siegesparade in Paris teil.
Im Jahr 1945 war Kieffer Mitglied im Départementrat von Calvados und Delegierter der Provisorischen Nationalversammlung Frankreichs. 1951 war er beim NATO-Stab tätig. Im Jahr 1954 wurde er zum Fregattenkapitän der Reserve befördert.
In dem Kriegsfilm Der längste Tag, der die Ereignisse während der Landung in der Normandie schildert, wurde Philippe Kieffer von Christian Marquand dargestellt. Kieffer hatte man als Berater für die Dreharbeiten engagiert. Zuvor hatte ihn Cornelius Ryan für das dem Film zugrunde liegende gleichnamige Buch interviewt. Erst durch den Film wurde die Leistung des Commando Kieffer an D-Day einer breiten Öffentlichkeit sowohl in Frankreich wie im Ausland bekannt.
Nach seinem Tod 1962 wurde Kieffer in Grandcamp-Maisy beigesetzt.

## Würdigungen

Abzeichen des 2008 gegründeten Commando Kieffer

Am 8. Mai 2008 gab der französische Präsident Nicolas Sarkozy die Gründung eines Commando Kieffer innerhalb der Spezialkräfte der Marineinfanterie bekannt. Das Commando Kieffer unterstützt die anderen Kommandoeinheiten mit seiner technischen Ausrüstung, etwa zur Aufklärung oder ABC-Abwehr.
Abordnungen des Commando Kieffer besuchen jeweils am Gedenktag des Kriegsendes in Europa (8. Mai) den Gedenkstein in Spean Bridge für die 177 gefallenen französischen Angehörigen der Commandos.
Das Institut Francais in Edinburgh hat einen seiner großen Veranstaltungssäle nach Philippe Kieffer benannt.
In Port-au-Prince wurde am 11. November 2009 im Garten der Botschaft Frankreichs ein Gedenkstein für Philippe Kieffer enthüllt. An der Zeremonie nahm der haitianische Präsident René Préval teil. Der deutsche Botschafter, Jens-Peter Voss, war ebenfalls anwesend und in der ersten Reihe neben Präsident Préval und dem französischen Botschafter Didier Le Bret platziert.

## Werk
- Le béret vert, France-Empire, Paris 1948